# 美国图书馆
美国图书馆（Library of America；LOA）是一家非营利性的美国经典文学出版商，1979年成立，启动资金来自国家人文基金会和福特基金會。它已经出版了300多部著作。
其灵感来自法国的七星文库，创始人是爱德蒙·威尔逊。

## 批评
美国图书馆因选录内容可能有失偏颇而遭到批评。其营销手段也被指过度商业化。
图书馆联合创始人贾森·爱泼斯坦批评美国图书馆的财务状况不佳，还出版了一些完全没必要的作者作品。